# 拉氏南美南極魚
拉氏南美南極魚為輻鰭魚綱鱸形目南極魚亞目南極魚科的其中一種，分布於南美洲巴塔哥尼亞海域，棲息深度50至500公尺，體長可達44公分，為底棲性魚類，屬肉食性，以浮游性甲殼類為食，可做為食用魚。

## 擴展閱讀
維基物種上的相關：拉氏南美南極魚